# الإعلام بحدود قواعد الإسلام (كتاب)
الإعلام بحدود قواعد الإسلام هو كتاب من تأليف شيخ الإسلام القاضي عياض (ت 544هـ) ألّفه لتعليم المبتدئين ما يتعلق بأركان الإسلام وقواعد الدين وتبسيطها وتوضيحها، لتكون سهلة التناول من قبل الناشئة والمبتدئين وعامة المسلمين.

## سبب تأليفه للكتاب
ألفه بناء على رغبة بعض المعلِّمين، في كتاب سهل بسيط في قواعد الإسلام يكون عونا له في تعليم الصبيان، وفي ذلك يقول القاضي عياض: «أيها الراغب في الخير، الحريص على تدريب المتعلمين لوجوه البر، فإنك سألتني في جمع فصول سهلة المأخذ، قريبة المرام، مفسرة حدود قواعد الإسلام. فاعلم – وفقنا الله وإياك – أن مباني الإسلام خمسة، كما قال نبينا عليه السلام: «بني الإسلام على خمس: شهادة أن لا إله إلا الله، وأن محمدا عبده ورسوله، وإقامة الصلاة، وإيتاء الزكاة، وصيام رمضان، وحج البيت».
- قال العلامة محمد بن تاويت الطنجي: «فقد ألفه للمتعلمين من أطفال المغرب، وقصد فيه إلى تفسير» قواعد الإسلام«الخمس، في لغة واضحة سهلة، ابتعد فيها عن كثير من التعابير والجمل الاصطلاحية، بحيث أصبحت غير بعيدة عن مدركات الأطفال الذين أُلِّف لهم».[3]
- قال محمد صديق المنشاوي: «فهذه رسالة عظيمة القدر، قليلة السطر، أبدع فيها كاتبها أيَّما إبداع، وأجاد فيها أيَّما إجادة، فلخص فيها قواعد الإسلام، وحقيقة الإيمان، بما أنزله الله من قرآن، وصح عنده من الأخبار، فأوجز فيها جمَّا من الكتب والأسفار، وصاغها بطريقة لم يسبقه إليها الجهابذة الأعلام، وتتكسر دونه الأقلام، فأطاب، وأجاد، وما خاب سهمه المراد...».[4]

## موضوعات الكتاب
اشتمل الكتاب على خطبة للمؤلف، والكلام على خمس قواعد، وهي:
- القاعدة الأولى: وهي الشهادتان.
- القاعدة الثانية: وهي الصلاة.
- القاعدة الثالثة: وهي الصيام.
- القاعدة الرابعة: وهي الزكاة.
- القاعدة الخامسة: وهي الحج.

## شروحه
- شرحه أبو العباس أحمد بن قاسم بن عبد الرحمن الجذامي المعروف بالقبّاب (ت 778هـ).
- شرحه أيضا العوفي (ق 6هـ) صاحب العوفية.
- شرحه أبو عبد الله الكرسوطي (و 690هـ).
- شرحه محمد بن محمد بن شعيب العثماني (ق 8هـ).
- والعلامة أبو عبد الله محمد بن محمد الحطاب الرعيني المكي المالكي (ت 954هـ)، له «شرح قواعد عياض».

## منتخب من الكتاب
- فالعشر الواجبات:

أن تعتقد أن الله واحد غير منقسم في ذاته، وأنه ليس معه ثان في إلاهيته، وأنه حي قيوم، لا تأخذه سنة ولا نوم، وأنه إله كل شيء وخالقه، وأنه على كل شيء قدير، وأنه عالم بما ظهر وما بطن، ﴿لا يعزب عنه مثقال ذرة في السماوات ولا في الأرض﴾، وأنه مريد لكل كائن من خير أو شر، ما شاء كان وما لم يشأ لم يكن، وأنه سميع بصير متكلم بغير جارحة ولا آلة، بل سمعه وبصره وكلامه صفات له، لا تشبه صفاته الصفات، كما لا تشبه ذاته الذوات ﴿ليس كمثله شيء وهو السميع البصير﴾.
- والعشر المستحيلات:

أن تعتقد أنه تعالى يستحيل عليه الحدوث والعدم، بل هو تعالى بصفاته وأسمائه قديم باق دائم الوجود ﴿قائم على كل نفس بما كسبت﴾ ليس له أول ولا آخر، بل ﴿هو الأول والآخر﴾، وأنه لا إلاه سواه، ﴿لو كان فيهما آلهة إلا الله لفسدتا﴾، وأنه مستغن عن جميع خلقه، غير محتاج إلى ظهير في ملكه، وأنه لا يشغله شأن عن شأن في قضائه وأمره، وأنه لا يحويه مكان في سماواته ولا أرضه، بل هو كما كان قبل خلق المكان، وأنه ليس بجوهر ولا جسم، ولا على صورة ولا شكل، ولا له شبيه ولا مثل، بل هو الأحد الصمد الذي لم يلد ولم يولد، ولم يكن له كفؤا أحد، وأنه لا تحله الحوادث والتغيرات، ولا تلحقه النقائص والآفات، وأنه لا يليق به الظلم، بل قضاؤه كله حكمة وعدل، وأنه ليس شيء من أفعال خليقته بغير قضائه وخلقه وإرادته، بل ﴿تمت كلمات ربك صدقا وعدلا لا مبدل لكلماته﴾، ﴿يضل من يشاء ويهدي من يشاء﴾، ﴿لا يسأل عما يفعل، وهم يسألون﴾.
- والعشر المتحقق وجودها:

أن تعتقد أن الله تعالى أرسل لعباده أنبياءه ورسله، وأنه أنزل عليهم آياته وكتبه، وأنه ختم الرسالة، بمحمد صلى الله عليه وسلم، وأنه أنزل عليه ﴿القرآن هدى للناس وبينات من الهدى والفرقان﴾ وأنه كلام ربنا ليس بمخلوق ولا خالق، وأنه عليه السلام فيما أخبر به صادق، وأن شريعته ناسخة لجميع الشرائع، وأن الجنة والنار حق، وأنهما موجودتان، لأهل الشقاء والسعادة معدتان، وأن الملائكة حق، منهم حفظة يكتبون أعمال العباد، ومنهم رسل الله إلى أنبيائه، و﴿ملائكة غلاظ شداد لا يعصون الله ما أمرهم ويفعلون ما يؤمرون﴾.
- والعشر المتيقن ورودها: